# Novo Bežanijsko groblje
Le Novo Bežanijsko groblje (en serbe cyrillique : Ново Бежанијско гробље) ou, en français, le Nouveau cimetière de Bežanija est un  cimetière situé à Belgrade, la capitale de la Serbie. Il se trouve rue Gandijeva, dans la municipalité de Novi Beograd et dans le quartier de Bežanijska kosa. Il est considéré comme le plus grand cimetière de la capitale serbe[réf. nécessaire].

## Transports
Le Novo Bežanijsko groblje sert de terminus aux lignes 65 (Zvezdara II – Novo Bežanijsko groblje) et 711 (Novo Bežanijsko groblje – Ugrinovci) de la société GSP Beograd.